# (400225) 2007 DP100
(400225) 2007 DP100 es un asteroide perteneciente al cinturón de asteroides, descubierto el 25 de febrero de 2007 por el equipo del Mount Lemmon Survey desde el Observatorio del Monte Lemmon, Arizona, Estados Unidos.

## Designación y nombre
Designado provisionalmente como 2007 DP100.

## Características orbitales
2007 DP100 está situado a una distancia media del Sol de 3,080 ua, pudiendo alejarse hasta 3,258 ua y acercarse hasta 2,903 ua. Su excentricidad es 0,057 y la inclinación orbital 16,52 grados. Emplea 1975,17 días en completar una órbita alrededor del Sol.

## Características físicas
La magnitud absoluta de 2007 DP100 es 15,9.